# Bogdanov dol
Bogdanov dol (bulgariska: Богданов дол) är ett distrikt i Bulgarien.   Det ligger i kommunen Obsjtina Pernik och regionen Pernik, i den västra delen av landet, 25 km sydväst om huvudstaden Sofia.
Omgivningarna runt Bogdanov dol är en mosaik av jordbruksmark och naturlig växtlighet. Runt Bogdanov dol är det ganska tätbefolkat, med 199 invånare per kvadratkilometer.